# Jerīk Āghāj
Jerīk Āghāj (persiska: جِريك آغاجی, Jerīk Āghājī, جريک آغاج) är en ort i Iran.   Den ligger i provinsen Qom, i den centrala delen av landet, 180 km sydväst om huvudstaden Teheran. Jerīk Āghāj ligger 1 968 meter över havet och antalet invånare är 106.
Terrängen runt Jerīk Āghāj är kuperad.Runt Jerīk Āghāj är det ganska glesbefolkat, med 21 invånare per kvadratkilometer. Närmaste större samhälle är Dastjerd, 10,7 km nordost om Jerīk Āghāj. Trakten runt Jerīk Āghāj består i huvudsak av gräsmarker.